# 科特迪瓦地理

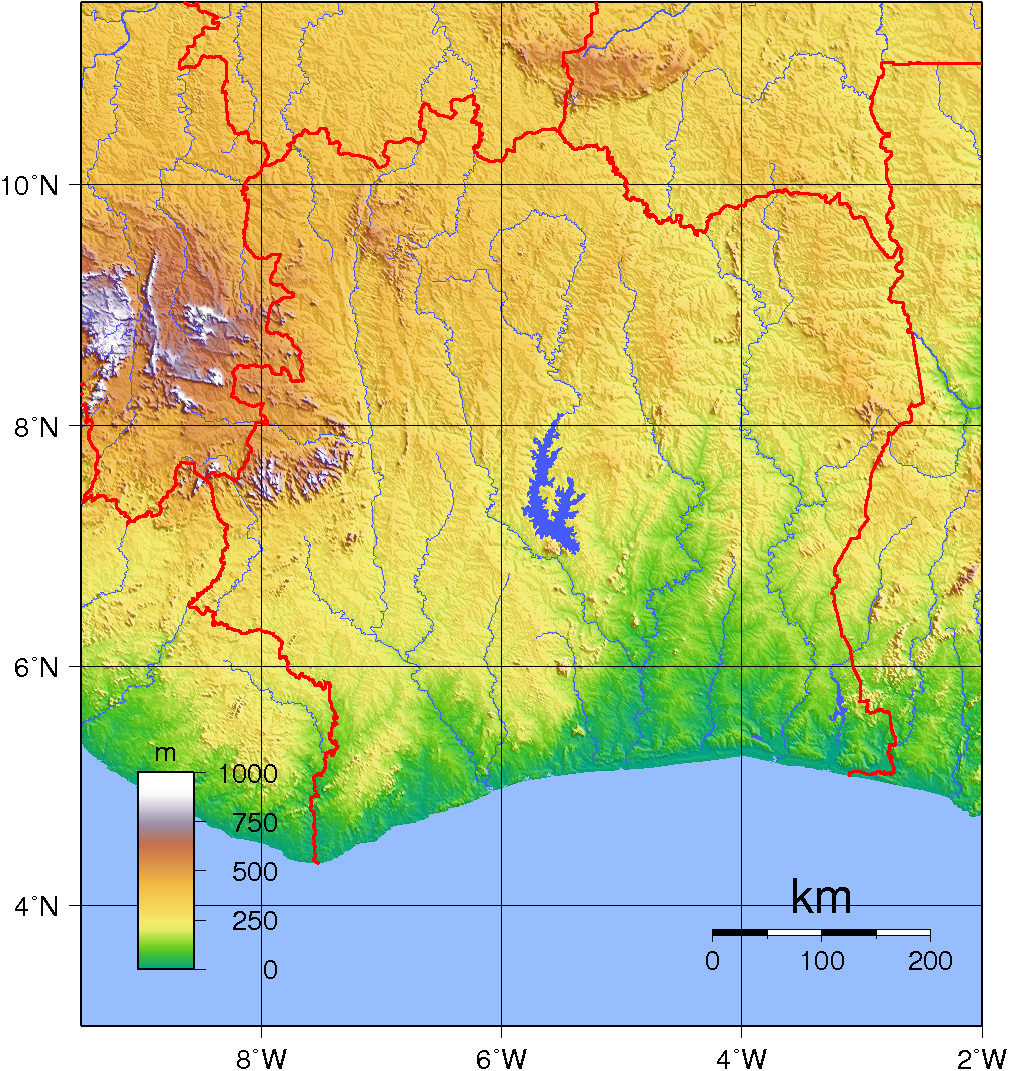
科特迪瓦地形

科特迪瓦又名象牙海岸，是撒哈拉以南非洲的一個國家，位於西非南部。科特迪瓦的形狀近似一個正方形，南部臨幾內亞灣，有515公里長的海岸線。國境線長度3,110公里，西南和利比里亞相鄰，西北和幾內亞相鄰，北部和馬里及布基納法索相鄰。東部和加納相鄰。國土面積為318,000平方公里，其中4,460平方公里是水域。國土面積略大於美國的新墨西哥，和德國相近。